# Stora Lottsjön
Stora Lottsjön är en sjö i Flens kommun i Södermanland och ingår i Nyköpingsåns huvudavrinningsområde. Sjön har en area på 0,0553 kvadratkilometer och ligger 27,4 meter över havet.

## Delavrinningsområde
Stora Lottsjön ingår i det delavrinningsområde (655121-155061) som SMHI kallar för Utloppet av Nedingen. Medelhöjden är 39 meter över havet och ytan är 26,05 kvadratkilometer. Räknas de 2 avrinningsområdena uppströms in blir den ackumulerade arean 46,89 kvadratkilometer. Skebokvarnsån som avvattnar avrinningsområdet har biflödesordning 3, vilket innebär att vattnet flödar genom totalt 3 vattendrag innan det når havet efter 73 kilometer. Avrinningsområdet består mestadels av skog (44 procent), öppen mark (14 procent) och jordbruk (23 procent). Avrinningsområdet har 4,59 kvadratkilometer vattenytor vilket ger det en sjöprocent på 17,6 procent.